# Pavel Chior
Pavel Chior (ur. w powiecie ismailskim w 1902, zm. 1943) – radziecki działacz państwowy związany z Mołdawską Autonomiczną Socjalistyczną Republiką Radziecką, jeden z głównych teoretyków i realizatorów polityki mołdawianizmu.

## Życiorys
Był synem Iona Chiora, rewolucjonisty, działacza robotniczego z Jekaterynosławia. Walczył po stronie czerwonych w rosyjskiej wojnie domowej na froncie południowo-zachodnim w latach 1918-1920. Od czerwca 1924 do stycznia 1925 r. służył w jednostce kawalerii Armii Czerwonej jako komisarz polityczny.
Po utworzeniu w 1925 r. Mołdawskiej Autonomicznej Socjalistycznej Republiki Radzieckiej działał na jej terytorium. W 1926 r. stanął na czele Mołdawskiego Komitetu Naukowego, pierwszej i naczelnej instytucji naukowej w MASRR, poprzedniczki Mołdawskiej Akademii Nauk. Dwa lata później otrzymał stanowisko ludowego komisarza oświaty MASRR; sprawował je do 1930 r.. Obok Leonida Madana i Gavrila Buciușcanu był jednym z głównych teoretyków i realizatorów polityki mołdawianizmu - kreowania i wzmacniania mołdawskiej tożsamości narodowej rumuńskojęzycznej ludności w ZSRR, w opozycji do tożsamości rumuńskiej, w ramach szerszej polityki korienizacji prowadzonej w całym Związku Radzieckim.
W wydanej w 1929 r. pracy „O ortografii języka mołdawskiego” argumentował, iż język mołdawski, mimo ogromnych podobieństw, nie jest tożsamy z językiem rumuńskim i powinien posiadać odrębne zasady zapisu. Twierdził, że język rumuński w „burżuazyjnym” państwie rumuńskim został sztucznie upodobniony do francuskiego, stając się językiem zrozumiałym tylko dla elity i zamożnych warstw społecznych, podczas gdy chłopi (zarówno rumuńscy, jak i mołdawscy, czyli besarabscy) już go nie rozumieli. Według Chiora najbliższym prostemu językowi ludności rumuńskiej i mołdawskiej był dialekt używany w centralnej Besarabii. Fascynację językiem prostego chłopstwa besarabskiego Chior wyrażał już w 1926 r.. Działacz przekonywał, że skodyfikowanie tego języka w MASRR (zapisywanego cyrylicą) może zbliżyć do siebie mieszkańców radzieckiej i rumuńskiej Mołdawii, co mogłoby doprowadzić następnie do upowszechnienia się idei socjalistycznych w Rumunii.
Z powodu niedostatecznych postępów korienizacji w Mołdawii na początku lat 30. XX wieku Chior, Madan i inni członkowie Mołdawskiego Komitetu Naukowego zostali zaatakowani przez kierownictwo partyjne i państwowe MASRR. W 1931 r. Chior został skierowany na studia do Moskwy, natomiast jego stanowisko w Mołdawskim Komitecie Naukowym otrzymał Ivan Ocinschi, który poddał krytyce całą dotychczasową działalność mołdawianistów. W 1932 Ocinschi doprowadził do zmiany alfabetu stosowanego do zapisu języka mołdawskiego z cyrylicy na alfabet łaciński. Decyzja ta została ponownie odwołana w 1938 (ponownie w związku z ogólnym kursem radzieckiej polityki językowej), jednak wprowadzone wówczas zasady transkrypcji między alfabetami różniły się od zaproponowanych przez Chiora i Madana.
W 1934 r., po zakończeniu studiów, Chior wrócił do MASRR i został pierwszym sekretarzem komitetu rejonowego partii w Rybnicy. Podczas wielkiego terroru został oskarżony o niedostateczną gorliwość w walce z „burżuazyjnym nacjonalizmem” i ukrywanie trockistów. W kwietniu 1937 r. został usunięty z partii, w czerwcu tego samego roku aresztowany, a następnie skazany na dziesięć lat więzienia. Zmarł w 1943 r., nie odzyskawszy wolności.